# Alexis Vila
Alexis Vila Perdomo , (* 12. března 1971) je bývalý kubánský zápasník volnostylař, olympijský medailista z roku 1996. V roce 1997 emigroval z Kuby do Spojených států amerických. Od roku 2007 se věnuje zápasení v mixed martial arts jako profesionál.

## Sportovní kariéra
Volnému stylu se věnoval od 15 let pod vedením Juana Caballera. Na mezinárodní scéně se začal objevovat od roku 1993. V témže roce získal titul mistra světa a po roce titul obhájil. V roce 1996 startoval na olympijských hrách v Atlantě. Ve třetím kole nestačil na Arména Armena Mkrtčjana a nakonec vybojoval bronzovou olympijskou medaili, když porazil Vugara Orudžova z Ruska. V roce 1997 se po panamerickém mistrovství v San Juanu v Portoriku rozhodl rodnou Kubu opustit. Ve Spojených státech dostal práci trenéra na Michiganské státní univerzitě. V roce 2004 na sebe upoutal mediální pozornost, za dopravní nehodu, kterou způsobil na letišti ve Fort Lauderdale. Za tento čin byl odsouzen na tři roky do vězení. Během výkonu trestu se rozhohl věnovat zápasům v mixed martial arts.

### Výsledky
| Turnaj            | 1993          | 1994          | 1995          | 2006          |
| Turnaj            | 22            | 23            | 24            | 25            |
| Turnaj            | papírová váha | papírová váha | papírová váha | papírová váha |
| ----------------- | ------------- | ------------- | ------------- | ------------- |
| Olympijské hry    |               |               |               | 3.            |
| Mistrovství světa | 1.            | 1.            | 2.            |               |

## Profesionální kariéra
V roce 2007 podepsal smlouvu v soutěži Bellator Fighting Championships. V prosinci 2007 nastoupil ke svému prvnímu zápasu proti Steven Nelsonovi. Zvítězil a bez porážky zápasil do roku 2011, kdy poprvé podlehl Eduardu Dantasovi. Žije v Miami.